# Stafford Beer
Anthony Stafford Beer (Londres; 25 de septiembre de 1926 - Toronto; 23 de agosto de 2002) fue un teórico, académico y consultor británico en los campos de la investigación de operaciones y la administración cibernética. Ha sido reconocido especialmente por su liderazgo del Proyecto Cybersyn, una red de computación para la gestión de la economía, impulsada por el gobierno socialista de Salvador Allende entre 1971 y 1973 Por ello, también es mencionado como una figura clave en la historia de la computación en América Latina y, por lo tanto, de la historia de la relación entre el uso del poder y de la tecnología en la vida social del continente

## Biografía
Beer comenzó sus estudios de grado en filosofía en la University College de Londres (UCL), pero los dejó en 1944 para unirse al ejército. Realizó su servicio militar en la India y permaneció allí hasta 1947, donde alcanzó el rango de capitán, y comenzó a interesarte por el campo de la investigación operacional, principalmente porque identificó las ventajas que ésta podría traer al mundo de los negocios. Cuando volvió a Inglaterra se vinculó a United Steel, una empresa de trabajo con acero, y convenció a la gerencia de crear el Grupo de investigación operacional y el Departamento de Investigación de Operaciones y Cibernética. 
En 1959 publicó su primer libro, Cybernetics and Management, basado en las ideas de Norbert Wiener, Warren McCulloch, y especialmente de William Ross Ashby, en el cual realiza un acercamiento a los sistemas de la gestión organizacional. En 1961 deja United Steel para crear una consultora en temas de investigación operacional, en sociedad con Roger Eddison, llamada SIGMA (Science in General Management, o, en español "Ciencia en gestión general"). Años después, en 1966, Beer deja SIGMA para trabajar en la International Publishing Corporation (IPC), en donde es designado como Director de desarrollo e impulsa la adopción de nuevas tecnologías computacionales e informáticas.   
En IPC fue designado Director de desarrollo, lo que motiva su interés por la adopción de nuevas tecnologías computacionales e informáticas en las organizaciones. En 1966 escribió “Decision and Control” -Decisión y Control-. Para 1970 Beer abandonó la IPC para trabajar como consultor independiente, centrando cada vez más su interés en sistemas sociales. Desde 1971, trabajó para el gobierno de Salvador Allende para explorar cómo la tecnología y la cibernética podían ser usadas para el proyecto de cambio político estructural propuesto por la Unidad Popular.

## Obra
Stafford Beer escribió la siguiente serie de libros basados en su propio modelo de sistema viable: Platform for Change, Designing Freedom, The Heart of the Enterprise y The Brain of the Firm. En 1970 fue invitado a Chile, por el presidente Salvador Allende, para desarrollar el proyecto Cybersyn (Sinergia Cibernética), que consistió en crear una red de comunicaciones en tiempo real, distribuida por todo el país, a través del cual se aplicaría la teoría del Modelo de Sistema Viable. A través ella, se "buscaba entregarle las herramientas de la ciencia al pueblo" para la gestión de los recursos, e integrar las acciones de líderes políticos, sindicalistas de diferentes ramos, y técnicos. Este proyecto fue uno de los más importantes de su vida, como lo sintetizó en la nueva edición de The Brain of the Firm, en donde explicó la experiencia chilena.
En 1974, luego del impacto producido por el golpe militar en Chile, Beer renunció a todas sus posesiones materiales y se mudó a Gales, en donde vivió de una manera simple y austera, desarrollando trabajos poéticos y artísticos. En los años 1980 estableció su segundo hogar en la ciudad de Toronto, Canadá, en donde se mantuvo activo. En 1994 publicó Beyond Dispute. The invention of the Team Syntegrity ("Más allá de la disputa. La invención del equipo Syntegrity").
En 1984 fue invitado por el Gobierno de México, a través de la Secretaría de Programación y Presupuesto (SPP), a participar en un proyecto similar al iniciado en Chile, en el cual participó además la Secretaría de Comercio, denominado "Proyecto Autonomex". El proyecto tuvo como objetivo aplicar el concepto de "Sistema Viable" para crear un mecanismo de seguimiento y control de la economía mexicana, construido con indicadores generados periódica y oportunamente, a través de una red de información de su propio diseño y una metodología heurística basada en los conceptos de Harrison y Stevens.  Beer también prestó asesoramiento en el exitoso sistema de información ejecutiva URUCIB de Uruguay (1986-1988), la aplicación del Modelo de Sistemas Viables a la reforma del sector público en Colombia (décadas de 1990 y 2000) y proyectos fallidos en Venezuela que se vieron socavados la inestabilidad política.
Fue presidente de la World Organization of Systems and Cybernetics y recibió reconocimientos de la Real Academia Sueca de Ciencias de la Ingeniería, de la United Kingdom Systems Society, de la American Society for Cybernetics y de la Operations Research Society of Cybernetics Society.
Durante toda su vida, Stafford Beer visitó casi treinta universidades y fue nombrado doctor honoris causa por la Universidad de Leeds, la Universidad de St. Gallen, la Universidad de Sunderland y la Universidad de Valladolid.

## Literatura
Stafford Beer escribió libros:
- 1959, Cybernetics and Management, English Universities Press
- 1966, Decision and Control, Wiley, London
- 1972, Brain Of The Firm, Allen Lane, The Penguin Press, London, Herder and Herder, USA.Translated into German, Italian, Swedish and French.
- 1974, Designing Freedom, CBC Learning Systems, Toronto, 1974; and John Wiley, London and New York, 1975. Translated into Spanish and Japanese.
- 1975, Platform for Change, John Wiley, London and New York. Reprinted with corrections 1978.
- 1977, Transit; Poems, CWRW Press, Wales. Limited Edition, Private Circulation.
- 1979, The Heart of Enterprise, John Wiley, London and New York. Reprinted with corrections 1988.
- 1981, Brain of the Firm; Second Edition (much extended), John Wiley, London and New York. Reprinted 1986, 1988. Translated into Russian.
- 1983, Transit; Poems, Second edition (much extended). With audio cassettes: Transit – Selected Readings, and one Person Metagame; Mitchell Communications, Publisher, PO Box 2878, Charlottetown, PEI, Canada.
- 1985, Diagnosing the System for Organisations; John Wiley, London and New York. Translated into Italian and Japanese. Reprinted 1988, 1990, 1991.
- 1986, Pebbles to Computer: The Thread; (with Hans Blohm), Oxford University Press, Toronto.
- 1994, Beyond Dispute: The Invention of Team Syntegrity; John Wiley, Chichester.